# Постхардкор
Постхардкор (англ. post-hardcore) — жанр панк-рок-музыки, сохраняющий агрессию и интенсивность хардкор-панка, но делающий акцент на большей степени творческого самовыражения. Как и термин «постпанк», термин «постхардкор» применяется к широкому кругу групп. Первоначально черпая вдохновение из постпанка и нойз-рока, постхардкор зародился в 1980-х годах с такими группами, как Hüsker Dü и Minutemen. Жанр расширился в 1980-х и 1990-х годах с релизами групп из городов, где существовала хардкор-сцена, таких как Fugazi из Вашингтона, округ Колумбия, а также таких групп, как Big Black, Jawbox, Quicksand и Shellac, которые были ближе к нойз-роковым корням постхардкора. Dischord Records стали основным связующим звеном постхардкора в этот период.
Жанр также начал включать в себя более плотные, сложные и атмосферные инструментальные композиции с такими группами, как Slint и Unwound, а также испытал некоторое пересечение с инди-роком с такими группами, как The Dismemberment Plan. В начале и середине 2000-х постхардкор пробился в мейнстрим с популярностью таких групп, как At the Drive-In, My Chemical Romance, A Day To Remember, Dance Gavin Dance, AFI, Underoath, Hawthorne Heights, Silverstein, the Used, Saosin, Alexisonfire и Senses Fail. В 2010-х такие группы, как Sleeping with Sirens и Pierce the Veil, добились мейнстримового успеха под лейблом постхардкора. Между тем, такие группы, как Title Fight и La Dispute, приобрели андеграундную популярность, играя музыку, которая имела большее сходство с постхардкор-группами 1980-х и 1990-х годов.

## Характеристика
Пост-хардкор — стиль рок-музыки, получивший относительно недавнее развитие, которому присуще чередование чистого вокала и скрима, сопровождающиеся серьёзным мотивом и порождающие зачастую эффект экстремализма. Пост-хардкор, как правило, характеризуется чётким ритмом и тяжёлым инструментальным аккомпанементом, основанным на гитарах в сочетании с чистым вокалом и скримингом (обычно фальцетное форсирование). Сайт Allmusic так характеризует отличие пост-хардкора от хардкор-панка: «новые группы жанра пост-хардкор зачастую давали выход своей энергии, играя в сложном и динамичном стиле, что, в общем, отходило от строгих правил хардкора — играть быстро и громко. К тому же, вокалисты многих этих групп доносили смысл текстов проникновенным шёпотом не менее охотно, чем безумным визгом». Жанр развивался из баланса диссонанса и мелодии, частично направляя громкий и быстрый характер хардкора в более ритмичную, тонкую форму напряжения и освобождения. Jeff Terich (Treblezine) утверждает, что «вместо того, чтобы придерживаться строгих ограничений хардкора, эти музыканты расширили его за пределы тяжёлых аккордов и вокала, соединяя более творческие пути для выхода энергии панк-рока».

## История

### Истоки
Такие группы, как Minutemen, Naked Raygun и The Effigies, действовавшие в начале 1980-х, считаются предшественниками жанра постхардкор. Джефф Пеццати из Naked Raygun и Джон Кезди из The Effigies, однако, оспаривают эту классификацию, настаивая на том, что ни одна из групп не черпала вдохновение в хардкоре, а находилась под влиянием британских панк-групп, таких как Buzzcocks, Sex Pistols и The Stranglers. Лос-анджелесская группа Saccharine Trust смешала звучание Minutemen со звучанием постпанк-групп The Fall и Gang of Four в своих ранних релизах, таких как мини-альбом Paganicons, что способствовало дальнейшему развитию жанра.
В начале-середине 1980-х годов желание экспериментировать с базовым шаблоном хардкора распространилось на многих музыкантов, которые были связаны с этим жанром или имели в нем прочные корни. Многие из этих групп черпали вдохновение в нойз-роке 1980-х годов, первопроходцами которого были Sonic Youth. Некоторые группы, подписавшие контракт с инди-лейблом Homestead Records, включая Squirrel Bait (а также группы, связанные с Дэвидом Граббсом, Bastro и Bitch Magnet) и Big Black Стива Альбини (так же, как и его последующие проекты Rapeman и Shellac), связаны с постхардкором. Группа Big Black, в составе которой был бывший гитарист Naked Raygun Сантьяго Дуранго, прославилась своей строгой DIY-этикой, которая включала в себя такие практики, как оплата собственных записей, бронирование собственных концертов, самостоятельное управление и рекламу, а также сохранение «упорной независимости в то время, когда многие независимые группы с энтузиазмом тянулись к вершинам крупных лейблов». Музыка группы, акцентированная использованием драм-машины, повлияла также на индастриал-рок, в то время как Блаш описал проект под руководством Альбини как «тоскливый ответ на жёсткий английский постпанк Gang of Four». После выпуска сингла «Il Duce» и в перерыве между выпуском двух полноформатных студийных альбомов Big Black покинули Homestead и перешли на лейбл Touch and Go Records, который впоследствии переиздал не только всю их дискографию, но и выпустил полное собрание сочинений Scratch Acid, группы из Остина, штат Техас, которую описывают как постхардкор, которая, по словам Стивена Томаса Эрлевина, «заложила основу для многих перегруженных, грайндовых альтернативных панк-рокеров 90-х».
По словам Райана Купера из About.com и автора Дойла Грина, хардкор-панк группа Black Flag является одним из первопроходцев постхардкора, который группа начала играть позже в 1980-х годах. В 1984 году панк-группа из Миннеаполиса Hüsker Dü выпустила свой второй студийный альбом Zen Arcade, который считается ключевым постхардкор-альбомом. После выхода альбом получил положительные отзывы критиков от The New York Times и Rolling Stone. За пределами США постхардкор сформировался в творчестве канадской группы Nomeansno, связанной с Джелло Биафрой и его инди-лейблом Alternative Tentacles, который существовал с 1979 года. Журнал Dusted отметил, что их альбом Wrong, выпущенный в 1989 году, был «одним из самых агрессивных и мощных произведений в жанре постхардкор, когда-либо созданных».

#### Сцена Вашингтона
В 1984—1985 гг. на сцене вашингтонского хардкора возникло новое движение. Это движение возглавили группы с лейбла Dischord Records, который в начале 1980-х был домом для новообразованных хардкор-групп, как, например, Minor Threat, State of Alert, Void и Government Issue. Насилие и нигилизм преобладали на сцене, и вдруг, некоторые музыканты старой школы оказались отвергнутыми, наступило время перемен. В 1983 году группа The Faith выпустила миньон Subject to Change, который ознаменовал эволюцию вашингтонского хардкора и панк-музыки в целом. Появляются новые группы, как, например, Rites of Spring, Lunchmeat (впоследствии Soulside), Gray Matter, Mission Impossible, Dag Nasty и Embrace. Это движение стало известно как «революционное лето». Все эти группы бросали вызов привычному экспрессивному хардкор-звучанию, причём для разных групп отмечают различные источники влияния: группу Hüsker Dü с альбомом Zen Arcade находят источником вдохновения для группы Rites of Spring, фанк — для Beefeater, поп-музыку 1960-х — для Gray Matter. Для нового звучания был придуман термин «эмокор». Группа Rites of Spring была названа первой эмо-группой, несмотря на то, что основатели группы высказывались против данного термина. Похожие группы появились в соседнем штате Мэриленд, как, например, Moss Icon и The Hated.
Во второй половине 1980-х на вашингтонской сцене сформировались такие группы, как Shudder to Think, Jawbox, The Nation of Ulysses, Fugazi, в Мэриленде появились Lungfish. Большинство из этих групп, наряду с более ранними, внесли свой вклад в сборник 1989 года State of the Union, который является образцом нового звучания вашингтонской сцены конца 1980-х. Чрезвычайно много верных последователей появилось у группы Fugazi. В 1989 году они издали сборник 13 Songs, состоящий из двух изданных ранее мини-альбомов, являющийся знаковым в их творчестве. Признание получил также их дебютный альбом Repeater 1990 года. Помимо Fugazi, к наиболее успешным группам можно отнести Jawbox и The Nation of Ulysses.

### Экспансия
В конце 1980-х и начале 1990-х появились и получили известность группы, участники которых ассоциируются также с более ранними группами. Помимо Fugazi и Shellac, это Girls Against Boys, The Jesus Lizard, Quicksand, Rollins Band, Tar и Slint. Такие группы, как Shellac и Slint оказали сильное влияние на развитие мат-рока. Помимо этого Slint оказались также у истоков построка.
Allmusic отмечает, что молодые группы «расцветают в пост-хардкоре, после получения первого опыта в школьных панк-группах». В Вашингтоне, группы Hoover (а также связанная с ней The Crownhate Ruin), Circus Lupus, Bluetip и Smart Went Crazy были добавлены в ряды лейбла Dischord Records. Журналист Чарльз Спано отмечает огромное влияние группы Hoover на постхардкор. В Нью-Йорке, в дополнение к группе Quicksand, возникают Helmet, Unsane, Chavez и Texas Is the Reason. Quicksand и Helmet связаны также с альтернативным металом. Чикаго и Средний Запад в целом сделали важный вклад в мат-рок, здесь появились пост-хардкор коллективы, как, например, Shellac, Tar, Trenchmouth и Cap'n Jazz (а также связанная с ней Joan of Arc). Стив Хьюи утверждает, что компиляция Analphabetapolothology группы Cap’n Jazz помогла ей распространить влияние «далеко за пределы своей первоначальной аудитории». В Шампейне была своя независимая сцена, породившая группы Hum, Braid и Poster Children. На северо-западе США появились Karp, Lync и Unwound, все родом из Олимпии. В штате Техас появились The Jesus Lizard (которая позже переедет в Чикаго), ...And You Will Know Us by the Trail of Dead и At the Drive-In.
За границами США, в Швеции, появилась группа Refused. Её раннее творчество характеризуется «массивным хардкор-звучанием», а в альбоме The Shape of Punk to Come 1998 года заметно влияние группы The Nation of Ulysses. Альбом включает элементы эмбиента и джаза, а также метала и электроники с хардкор-основой.

#### Сцена Сан-Диего
В первой половине 1990-х на музыкальной сцене города Сан-Диего возникли пост-хардкор-коллективы, некоторые из которых издавались на лейбле Gravity Records. Это движение стало известно под названием «звук Сан-Диего». Gravity Records был основан Мэттом Андерсоном в 1991 году, членом группы Heroin, исключительно для издания собственных записей и нескольких связанных групп из Сан-Диего, как, например, Antioch Arrow и Clikatat Ikatowi. Ранние записи лейбла характеризуются «новым звуком, основанным на хардкоре, но более хаотичным». Группа Heroin известна в качестве новаторов хардкора 1990-х. Отмечают также влияние Fugazi и The Nation of Ulysses. Это движение было связано с развитием поджанра скримо, однако этот термин был спорным, как и в случае с «эмо». На Gravity Records издавались также группы не из Сан-Диего, но связанные со «звуком Сан-Диего», как, например, Mohinder, Angel Hair (а также связанная с ней The VSS). The VSS были известны применением синтезаторов.
Помимо исполнителей с Gravity Records была также группа Drive Like Jehu, сыгравшая важную роль в развитии «звука Сан-Диего». Данная группа, основанная бывшими участниками Pitchfork, была известна, согласно Стиву Хуи, своими продолжительными и инновационными композициями. Подобным образом, группа Swing Kids, сформированная из бывших участников хардкор-групп Unbroken, Struggle и Spanakorzo из Сан-Диего, была описана журналистом Заком Бэроном, как экспериментальный пост-хардкор. Она была одной из первых на лейбле Three One G, основанном вокалистом группы Джастином Пирсоном, на котором в последующем будут издаваться несколько других пост-хардкор, нойз-рок, маткор и грайндкор-коллективов. Влияние «звука Сан-Диего» признали такие группы, как At the Drive-In.

#### Умеренная популярность
По словам Яна Маккея, прорыв группы Nirvana, с альбомом Nevermind 1991 года, вызвал внезапный интерес крупных лейблов к записям и группам с Dischord. Dischord отверг все предложения, однако две группы с лейбла, Jawbox и Shudder to Think, подписали контракты с мейджорами. Первая из которых потеряла часть своих старых поклонников, подписавшись на Atlantic Records, но в то же время выпустила альбом For Your Own Special Sweetheart, который Энди Келлман считает одним из лучших релизов вашингтонской сцены 80-х и 90-х. Тур в поддержку альбома и ротация на MTV помогают группе приобрести новых поклонников, однако, в конечном счете, альбом останется «незамеченным за пределами обычного инди-сообщества».
Кроме того, Helmet переходят на Interscope Records, получают ротацию на MTV и, к моменту издания альбома Meantime, получают известность в качестве единственной группы на американском восточном побережье, близкой по звучанию к сиэтловскому гранжу. Подобным образом Hum переходят на RCA Records. Их альбом You'd Prefer an Astronaut был распродан тиражом в 250,000 копий, во многом благодаря успешному синглу Stars.

### 2000-е (успех среди широких масс)
Продюсер Росс Робинсон, которому приписывают популяризацию ню-метала в 1990-х, с такими группами, как Korn, Slipknot, Soulfly и Limp Bizkit, помог постхардкору достичь популярности в 2000-х. Мехэн Джаясурия из PopMatters предположил, что внезапное внимание Робинсона к постхардкору связано с самоискуплением перед «ню-металом, бичом 1990-х». Робинсон записал Relationship of Command (2000) группы At the Drive-In, Everything You Ever Wanted to Know About Silence (2000) и Worship and Tribute (2002) группы Glassjaw, а также ...Burn, Piano Island, Burn (2003) группы The Blood Brothers; четыре альбома, которые, как говорят, «являются одними из лучших постхардкор-записей, выпущенных» в 2000-х годах. В обзоре Everything You Ever Wanted to Know About Silence для AllMusic Джон Франк заявил: «С участием выдающегося барабанщика-амбидекстра Сэмми Сиглера (известного по группам Gorilla Biscuits и CIV), Glassjaw объединились с продюсером/предпринимателем Россом Робинсоном (ключевым катализатором в переосмыслении звучания аггро-рока), чтобы устроить вам изнуряющую поездку, которой бы гордились Bad Brains и Quicksand».
Эти группы позволили жанру вырасти и стать гораздо более разнообразным, так как At the Drive-In черпали вдохновение из арт-рока и рок-н-ролла, а Glassjaw использовали элементы как поп-музыки, так и хеви-метала; кроме того, такие группы, как Hell Is for Heroes, Hundred Reasons, Hondo Maclean и Funeral for a Friend, значительно повлияли на хеви-метал группы, такие как Pantera, а также хардкор-группы, такие как The Hope Conspiracy. Постхардкор достиг мейнстримового успеха с успехом эмо-постхардкор групп, таких как My Chemical Romance, Senses Fail, Alexisonfire, Taking Back Sunday, Brand New, Thrice, AFI, the Used, Silverstein, From First to Last, Thursday и Hawthorne Heights. Некоторые группы также начали включать прогрессивные элементы; такие группы, как Chiodos, Scary Kids Scaring Kids, Circa Survive, the Fall of Troy и Dance Gavin Dance, добились значительного успеха, а такие группы, как Damiera, The Sound of Animals Fighting, The Bled, Norma Jean и the Chariot, остались под деревом; а также группы, вдохновленные металкором, такие как Ice Nine Kills, Blessthefall и Pierce the Veil, вдохновленные такими исполнителями, как Killswitch Engage, Avenged Sevenfold и Atreyu.

### 2010-е годы – настоящее время (продолжение популярности в андеграунде)
Начав формироваться в конце 2000-х, четвертая волна эмо в полной мере проявилась в начале 2010-х. Такие определяющие момент группы, как Modern Baseball, The Hotelier и Joyce Manor, добились значительного успеха в андеграунде, новый взгляд на постхардкор стал заметным благодаря звуковому экспериментированию Drug Church, Title Fight, The World Is a Beautiful Place & I Am No Longer Afraid to Die и Citizen. В то же время «The Wave» или «новая волна постхардкора» была движением групп, возрождающих эмо, скримо и постхардкор-звучание 1990-х годов. Первоначально название было придумано для обозначения только Touché Amoré, La Dispute, Defeater, Pianos Become the Teeth и Make Do and Mend, однако к 2014 году оно расширилось и включило также группы Balance and Composure, Into It. Over It. и Title Fight. В 2011 году Alternative Press отметила, что La Dispute находятся «на переднем крае возрождения традиционного скримо» благодаря своему высоко оцененному критиками релизу Wildlife, а в статье 2014 года Treble назвала Touché Amoré «единственной группой, продвигающей звучание вперед самыми интересными способами». К 2015 году многие из оригинальных коллективов движения либо ушли на перерыв, либо вступили в периоды бездействия.
Более поздние формы постхардкора привлекли больше внимания мейнстрима с такими группами, как Sleeping with Sirens, чей третий альбом Feel (2013) дебютировал на 3-м месте в американском чарте Billboard 200, что сделало его одним из самых высокопоставленных постхардкор-альбомов среди всех групп на сегодняшний день. Третий альбом Pierce the Veil, Collide with the Sky (2012), также привлёк много внимания. В то время как Madness (2015) и Misadventures (2016) групп Sleeping with Sirens и Pierce the Veil соответственно, включают в себя больше элементов поп-рока и поп-панка, входя на территорию, которую многие считают вольно определяемой как постхардкор. Появились независимые постхардкор-группы, такие как The Men, Cloud Nothings и METZ, которые приблизились к динамике и эстетике более ранних групп, в то же время глубже отдаляясь от внешних влияний. Рецензенты также отметили включение разнообразных элементов, таких как краут-рок, построк, сладж-метал, шугейз, пауэр-поп и ноу-вейв, в дополнение к предыдущим хардкору, нойз-року и постпанку.

## Представители
Журнал Metal Hammer опубликовал список из 10 самых важных альбомов постхардкора:
- Glassjaw – Everything You Ever Wanted to Know About Silence (2000)
- Touché Amoré – Stage Four (2016)
- Rites Of Spring – Rites Of Spring (1985)
- Shudder to Think – Get Your Goat (1992)
- The Nation of Ulysses – Plays Pretty For Baby (1992)
- The Jesus Lizard – Goat (1991)
- Jawbox – For Your Own Special Sweetheart (1994)
- Quicksand – Slip (1993)
- At the Drive-In – Relationship Of Command (2000)
- Refused – The Shape of Punk To Come (1998)